# Letecká základna Engels-2
Letecká základna Engels-2 (rusky Энгельс-2) je letecká základna Vzdušně-kosmických sil Ruské federace ležící pět kilometrů východně od města Engels v Saratovské oblasti. Jedná se o nejvýznamnější ruskou základnu pro strategické bombardéry. Je od roku 2021 jedinou základnou pro letouny Tupolev Tu-160, s kterými létá 121. gardový těžký bombardovací pluk, kromě kterého zde působí také 184. gardový těžký bombardovací pluk vyzbrojený letouny Tupolev Tu-95.

## Dějiny
V roce 1930 zde začala výstavba základny pro pilotní školu. Jako první letoun vzlétl z letiště 16. února 1932 Polikarpov Po-2.
Začátkem 50. let byla vybudována nová vzletová a přistávací dráha se šířkou 100 metrů a délkou přes tři kilometry. Základna se pak stala domovskou pro strategické bombardéry Mjasiščev M-4 a Mjasiščev 3M. Část z nich byla později přestavěna na tankovací letouny a část z nich zničena v souladu s odzbrojovací dohodou START I.
V roce 1961 byl z této základny  vyslán vrtulník Mil Mi-4, aby vyzvedl kosmonauta Jurije Gagarina po jeho úspěšném návratu z vesmíru. Právě na základně Engels se pak konala první návazná tisková konference.
Na přelomu tisíciletí sem byly umístěny bombardéry Tu-160 z ukrajinské letecké základny Pryluky, které Ukrajina Rusku poskytla jako splátku svých dluhů.
K roku 2021 zde bylo dohromady přibližně 16 Tu-160 a 20 Tu-95.

### Rusko-ukrajinská válka

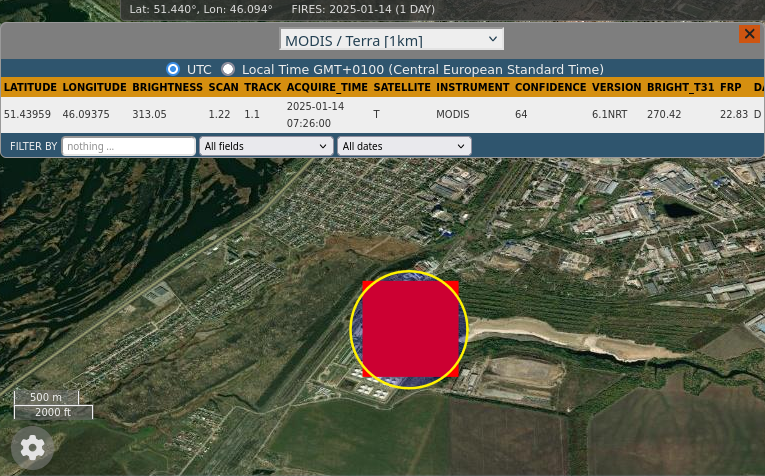
Požár u základny detekovaný 14. ledna 2025 systémem FIRMS (NASA)

V rámci rusko-ukrajinské války je základna používána k rozsáhlým náletům na Ukrajinu mimo jiné pomocí ze vzduchu odpalovaných raket Ch-101.
Dne 5. prosince 2022 poškodil minimálně dva bombardéry Tu-95 útok dronu. Ve stejný den došlo k útoku i na leteckou základnu Ďagilevo. Dále byli dle ruských informací 26. prosince zabiti tři vojáci a zraněno šest vojáků při pádu ukrajinského dronu.
Ukrajinské bezpečnostní služby SBU a HUR informovaly 5. dubna 2024 o provedení nočního dronového úderu na základnu, během kterého měly být výrazně poškozeny tři strategické bombardéry Tu-95MS a bylo zabito sedm vojáků.
Dne 8. ledna 2025 zásah palivového skladiště při základně bezpilotním letounem vyvolal rozsáhlý požár. Následně 14. ledna došlo po opětovném zásahu dronem k dalšímu požáru.
Další dronový útok na základnu proběhl v noci 20. března 2025, kdy po zásahu skladiště letecké munice následoval požár a několik rozsáhlých sekundárních explozí.